# Trương Thế Vinh
Nguyễn Xuân Vinh (sinh ngày 22 tháng 5 năm 1984), thường được biết đến với nghệ danh Trương Thế Vinh, là một nam ca sĩ, người dẫn chương trình, người mẫu kiêm diễn viên người Việt Nam. Anh từng là thành viên của nhóm nhạc MP5.

## Tiểu sử và sự nghiệp
Trương Thế Vinh sinh ngày 22 tháng 5 năm 1984 tại Đà Nẵng, quê gốc anh tại Đại Lộc - Quảng Nam. Anh tốt nghiệp Trường Đại học Kinh tế Thành phố Hồ Chí Minh. Năm 2001, Thế Vinh (lúc này lấy tên Xuân Vinh) cùng với Khánh Phương, Trần Tuyên và Phương Tài thành lập nhóm nhạc MP5. Nhóm hoạt động được 3 năm, đến năm 2004, MP5 tan rã. Thế Vinh chuyển sang kinh doanh ẩm thực. Năm 2015, anh từng mở một quán đồ ăn miền Trung Thành phố Hồ Chí Minh. Hiện tại anh là một ca sĩ kiêm diễn viên.  Năm 2015, Trương Thế Vinh tham gia và đoạt cúp trong tập 5, mùa 2 của chương trình hài kịch Ơn giời cậu đây rồi. Sau khi đạt giải, anh làm trợ lý định kỳ cho các trưởng phòng của chương trình này. Năm 2019, Trương Thế Vinh là thành viên chính thức của show truyền hình thực tế Running Man Vietnam (Mùa 1). Năm 2020, anh thành lập nhóm nhạc mới tên Voi Biển bao gồm: Trương Thế Vinh (ca sĩ chính), Riki Daddy (keyboard kiêm giám đốc âm nhạc), Bang (guitar bass), Kraken (trống) và Dyn (guitar solo).  Năm 2021, Trương Thế Vinh tiếp tục làm thành viên chính thức của show truyền hình thực tế Running Man Vietnam mùa thứ 2

## Đời tư
Trương Thế Vinh từng công khai hẹn hò với một nữ cơ trưởng máy bay Huỳnh Lý Đông Phương (sinh năm 1987) vào tháng 9 năm 2014, sau ba tháng quen biết. Cả hai dự tính tổ chức đám cưới vào ngày 19 tháng 7 năm 2016, tuy nhiên sau đó họ đã hủy hôn vì những bất đồng cá nhân.

## Danh sách nhạc

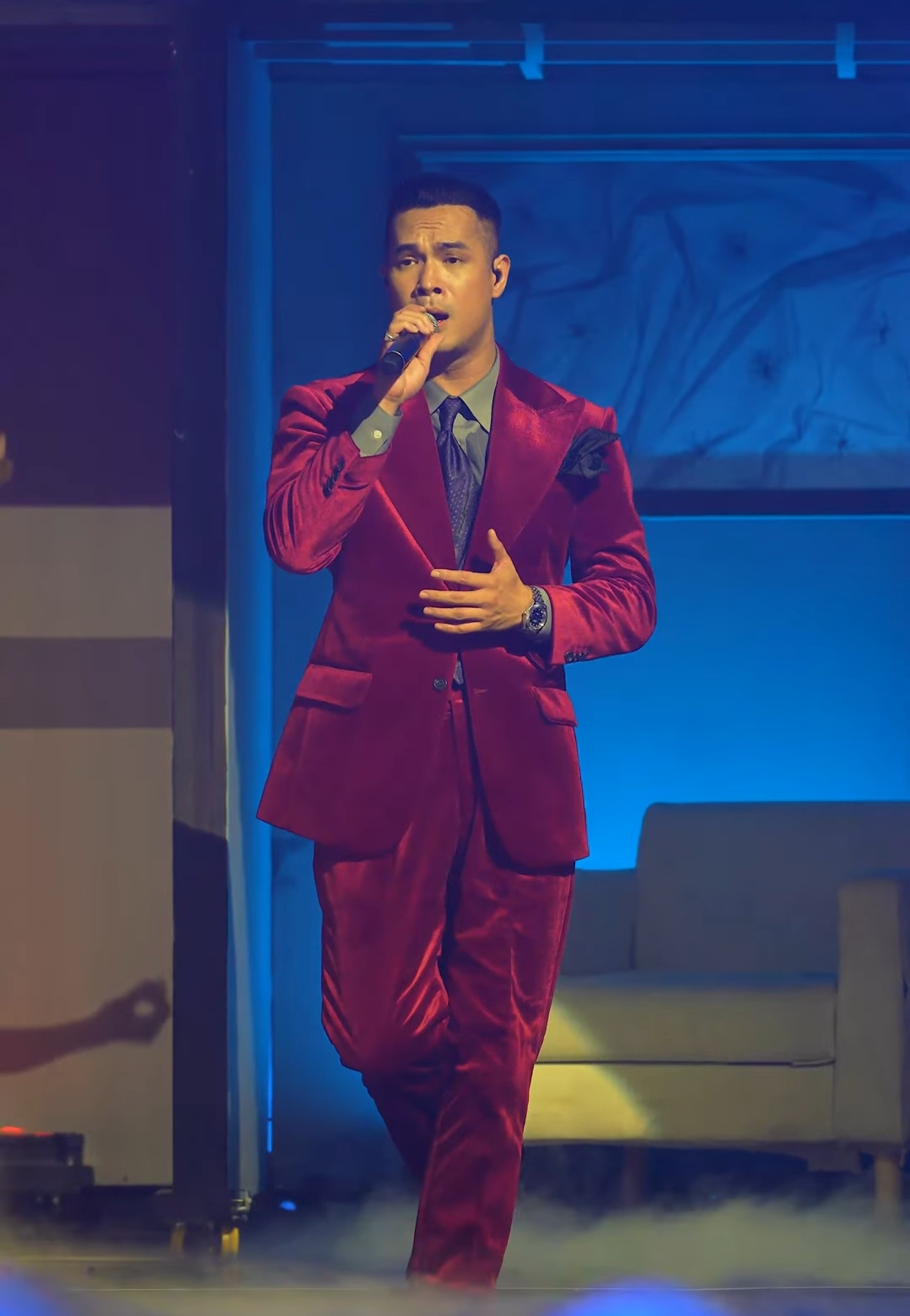
Trương Thế Vinh trong chương trình Anh trai vượt ngàn chông gai.

### Album
- Anh sẽ trở về
- Tình yêu hoa gió
- Lời xin lỗi cuối cùng
- The Best of Trương Thế Vinh
- Có lẽ anh nên dừng lại

### Đĩa đơn
- Tình yêu hoa gió
- Anh sẽ trở về
- Bức tranh trong tim
- Có lẽ anh nên dừng lại
- Khoảng cách vô hình

### MV

#### MP5
- Dấu yêu
- Làm sao quên được em
- Vương vấn mùa xuân

#### Solo
- Chợt có một niềm tin
- Như vậy nhé
- Sau ánh hào quang
- Tình yêu hoa gió
- Từ khi em đến
- Phải buông tay

#### Voi Biển Band
- Giận chơi thôi
- Happy
- Rước dâu

## Danh sách phim

### Điện ảnh
| Năm  | Tựa                          | Vai          | Đạo diễn         |
| ---- | ---------------------------- | ------------ | ---------------- |
| 2010 | Để mai tính                  | Chủ quán bar | Charlie Nguyễn   |
| 2011 | Hoán đổi thân xác            | Thế Vinh     | Nhất Trung       |
| 2013 | Nhà có 5 nàng tiên           | Khải Phong   | Trần Ngọc Giàu   |
| 2015 | Cha và con và...             | Thăng        | Phan Đăng Di     |
| 2015 | Thám tử Henry                | Hải          | Tấn Beo          |
| 2017 | Giấc mơ Mỹ                   |              | Davina Hồng Ngân |
| 2017 | Chơi thì chịu                | Minh Trường  | Nguyễn Lâm       |
| 2018 | Người bất tử                 | Cường        | Victor Vũ        |
| 2019 | Người lạ ơi                  | Tuấn Kitty   | Trương Chí Bình  |
| 2021 | Song song                    | Quân         | Nguyễn Hữu Hoàng |
| 2024 | Án mạng lầu 4                | Thắng        | Nguyễn Hữu Tuấn  |
| 2024 | Kính vạn hoa: Bắt đền con ma | Kỹ sư Sơn    | Võ Thanh Hòa     |

### Truyền hình
| Năm  | Tựa                           | Vai diễn     | Đạo diễn                      | Kênh       | Ghi chú |
| ---- | ----------------------------- | ------------ | ----------------------------- | ---------- | ------- |
| 2008 | Tòa án công lý                | Đông Nhân    | Huỳnh Ngọc Điền               | TodayTV    |         |
| 2011 | Ở lại thế gian                | Vĩnh Đan     | Trần Ngọc Phong               | HTV7       |         |
| 2011 | Người mẫu                     | Minh Huy     | Nguyễn Minh Chung             | VTV3       | [ 6 ]   |
| 2011 | Vợ tôi là số 1                | Huy Hoàng    | Nguyễn Dương                  | HTV2       |         |
| 2012 | Thời gian để yêu              | Thái         | Nhâm Minh Hiền                | HTV7       |         |
| 2014 | Kẻ bán linh hồn               | Hổ           | Nguyễn Tiến Dũng              | SCTV14     |         |
| 2014 | Đam mê nghiệt ngã             | Giang        | Nguyễn Minh Chung             | VTV3       |         |
| 2015 | Nợ ân tình                    | Chí Hào      | Phi Tiến Sơn, Nguyễn Thế Vinh | SCTV14     |         |
| 2015 | Nghiêng nghiêng dòng nước     | Toàn         | Dương Nam Quan                | Let's Viet |         |
| 2016 | Thiếu gia nhà nghèo           | Minh Phú     | Võ Việt Hùng                  | SCTV14     |         |
| 2016 | Chạm vào danh vọng            | Tuấn         | Nguyễn Minh Cao               | SCTV14     |         |
| 2017 | Đặc vụ ở Ma Cao               | Huỳnh Nam    | Nhâm Minh Hiền                | HTV7       |         |
| 2017 | Hồ sơ lửa phần 1: Mật danh Đ9 | Đại úy Thanh | Nguyễn Duy Võ Ngọc            | SCTV14     |         |
| 2017 | Bước nhảy hoàn vũ             | Quốc Huy     | Nguyễn Đức Việt               | VTV3       | [ 7 ]   |
| 2017 | Những khúc sông dậy sóng      | Nam          | Nhâm Minh Hiền                | ATV        |         |
| 2020 | Chim én mùa đông              | Bill Nguyễn  | Nguyễn Lê Minh                | HTV9       |         |
| 2021 | Cây táo nở hoa                | Ngà          | Võ Thạch Thảo                 | HTV2       |         |
| 2023 | Nữ chủ                        | Khánh        | Nguyễn Hoàng Anh              | VieON      |         |

### Video âm nhạc
| Năm  | Tựa           | Ca sĩ                                 |
| ---- | ------------- | ------------------------------------- |
| 2010 | Xoá trắng     | Trương Quỳnh Anh                      |
| 2010 | Nỗi đau       | Trương Quỳnh Anh                      |
| 2019 | Truyền thái y | Ngô Kiến Huy, Masew, Đinh Hà Uyên Thư |

## Danh sách chương trình
| Tên                          | Kênh/Nền tảng | Năm         | Ghi chú               |
| ---------------------------- | ------------- | ----------- | --------------------- |
| Bước nhảy hoàn vũ            | VTV3          | 2013        | Thí sinh              |
| Ơn giời cậu đây rồi!         | VTV3          | 2015        | Khách mời             |
| Ơn giời cậu đây rồi!         | VTV3          | 2016 - 2019 | Phó phòng             |
| Đàn ông phải thế             | HTV7          | 2015 - 2017 | Anh Biết Tuốt         |
| Kỳ tài thách đấu             | HTV7          | 2017, 2020  | Khách mời             |
| Nhanh như chớp nhí           | HTV2          | 2018, 2020  | Đội trưởng            |
| Gala cười                    | VTV3          | 2018        | Dẫn chương trình      |
| Một nửa hoàn mỹ              | VTV3          | 2018        | Dẫn chương trình      |
| Nhanh như chớp               | HTV7          | 2018        | Người chơi            |
| Giác quan thứ 6              | VTV3          | 2019        | Dẫn chương trình      |
| 7 Nụ Cười Xuân               | HTV7          | 2018 - 2024 | Thành viên chính      |
| Ký ức vui vẻ                 | VTV3          | 2019        | Khách mời             |
| Running Man Vietnam          | HTV7          | 2019, 2021  | Thành viên chính thức |
| Người bí ẩn                  | HTV7          | 2019        | Người chơi            |
| Ai là bậc thầy chính hiệu    | VTV3          | 2019        | Người chơi            |
| OK! Lên Xe                   | Youtube       | 2021        | Dẫn chương trình      |
| 2 ngày 1 đêm (Mùa lễ hội)    | HTV7          | 2023        | Khách mời             |
| Hành trình rực rỡ            | VTV3          | 2023        | Khách mời             |
| Anh trai vượt ngàn chông gai | VTV3          | 2024        | Anh tài               |

## Giải thưởng và đề cử

### Quốc tế
| Giải thưởng                                | Năm  | Hạng mục       | Tác phẩm đề cử | Kết quả   |
| ------------------------------------------ | ---- | -------------- | -------------- | --------- |
| Profima International Film Festival Awards | 2017 | Most Promising | Chơi thì chịu  | Đoạt giải |

### Việt Nam
| Giải thưởng               | Năm  | Hạng mục                                      | Tác phẩm đề cử | Kết quả   |
| ------------------------- | ---- | --------------------------------------------- | -------------- | --------- |
| Giải thưởng Ngôi Sao Xanh | 2017 | Nam diễn viên truyền hình xuất sắc nhất       | Chơi thì chịu  | Đoạt giải |
| Giải thưởng Ngôi Sao Xanh | 2017 | Nam diễn viên truyền hình được yêu thích nhất | Chơi thì chịu  | Đề cử     |